# パロアルト・デイリーニューズ
ザ・デイリーニューズ (The Daily News) はカリフォルニア州パロアルトで発行されている日刊紙。学校やカフェで無料配布される。

## 沿革
- 1995年12月7日 - 発行開始
- 2000年8月9日 - サンマテオ郡での配布開始
- 2005年 - ナイトリッダー社に買収される
- 2006年 - マクラッチー社の傘下に入る